# Synasellus vidaguensis
Synasellus vidaguensis és una espècie de crustaci isòpode pertanyent a la família dels asèl·lids.

## Distribució geogràfica
Es troba a la península Ibèrica: la conca del riu Duero a Portugal, incloent-hi Trás-os-Montes e Alto Douro.